# ژان روشفور
ژان رُشفُر (فرانسوی: Jean Rochefort‎؛ زادهٔ ۲۹ آوریل ۱۹۳۰ – درگذشته ۹ اکتبر ۲۰۱۷) بازیگر، فیلم‌نامه‌نویس و کارگردان سینما و تئاتر اهل فرانسه بود.

## فیلم‌شناسی
- آوریل و جهان شگفت‌انگیز (۲۰۱۵)
- آستریکس و اوبلیکس: خدا حافظ خاک بریتانیا (۲۰۱۲)
- تعطیلات مستر بین (۲۰۰۷)
- دوزخ (۲۰۰۵)
- مردی در قطار (۲۰۰۲)
- کمد (۲۰۰۱)
- تمسخر (۱۹۹۶)
- آماده پوشیدن (۲۰۰۴)
- از بلوندها متنفرم (۱۹۸۰)
- گناهکاران بی‌گناه (۱۹۷۵)
- شبح آزادی (۱۹۷۴)
- تا زمانی که ازدواج یکی‌مان کند (۱۹۷۴)
- فرانک بدجنس و تونی بی‌مخ (۱۹۷۳)
- مرد قدبلند بلوند (۱۹۷۲)